# Almetjh Tjöönghkeme
Almetjh Tjöönghkeme (en català: La gent s'ha reunit) va ser una banda de música sami de Suècia que combinava el rock i el vuelie. Va ser la primera banda de rock en sami meridional.
El grup es va formar a principis dels anys 90 i tenia com a principals integrants: Lars-Jonas Johansson, Charlotta Bergqvist, després coneguda com a Charlotta Kappfjell, i Lars-Joel Nilsson. El grup pretenia apropar la llengua sami meridional als joves, per això van decidir deixar les lletres de les seves cançons sense traduir. Com que la tradició musical dels sami meridional, el vuelie, s'havia perdut, els membres del grup el cantaven imitant aquest estil. Van actuar en concerts samis i en alguns programes radiofònics i van tenir cert èxit entre els joves.
Un dels seus temes més coneguts va ser Goh almetjh leah (Com és la gent) que tracta de la identitat sami. El primer vers Manne saemie leab (Jo soc sami) s'ha comparat amb el primer vers de la famosa cançó Vid foten av fjället de Sven Gösta Jonsson Jag är lapp och jag har mina renar que significa «Sóc un lapó i tinc els meus rens» i es considera que folkroritza la cultura sami.
El 1991 van publicar el seu primer àlbum Vaajesh que contenia cançons de hard rock, pop i vuelies. La banda es va dissoldre pocs anys després de la seva creació, però Lars-Jonas Johansson i Charlotta Kappfjell es van reunir la dècada dels '10 i van actuar en alguns festivals. Amb el temps el grup Almetjh Tjöönghkeme s'ha acabat considerant una banda de culte.

## Discografia
- 1991 Vaajesh